# Hyundai i40
La Hyundai i40 è un'autovettura di fascia medio-alta appartenente al segmento D prodotta dalla casa automobilistica coreana Hyundai Motor Company a partire dal 2011 al 2019 nelle versioni berlina tre volumi e station wagon. Sul mercato europeo ha sostituito la Hyundai Sonata che però continua ad essere prodotta e venduta nel resto del mondo parallelamente al modello i40.

## La nascita
La genesi del modello i40 è stata abbastanza lunga e complessa; i primi passi per dare un'erede europea al modello Sonata (venduto come Sonica in Italia) sono stati compiuti già nel 2006 poiché la vettura non riusciva in risultati di vendita soddisfacenti, inoltre il design spigoloso, l'assenza della versione station wagon e la qualità non a livello delle concorrenti europee hanno contribuito all'insuccesso del modello. Così i vertici partono con il progetto VF anticipato dal prototipo HED-2 Genus progettato e disegnato in Europa presso il nuovo centro stile della casa coreana di Rüsselsheim am Main, in Germania. La sigla HED è acronimo di Hyundai European Design. La Genus è un concept car realizzato su di una nuova piattaforma di base che sarà utilizzata anche dalla i40 definitiva, proponeva la trazione integrale abbinata ad un motore 2.2 CRDI diesel con cambio automatico sequenziale a cinque rapporti. Una caratteristica della Genus era la carrozzeria station wagon quasi crossover per l'elevata altezza da terra con un design particolarmente innovativo (rispetto alla produzione Hyundai dell'epoca) che ha anticipato il linguaggio stilistico della casa Fluidic Sculpture. La carrozzeria station wagon è stata adottata proprio perché in Europa questo tipo di vetture è particolarmente apprezzato dal pubblico. Caratterizzata da un frontale con calandra esagonale, fanali sfuggenti a LED e massiccia fiancata con la vetratura laterale disegnata in modo da avvolgere il grande lunotto posteriore la Genus era lunga 4,75 metri, larga 1,87 e alta 1,57 metri. Il prototipo esposto al salone di Ginevra nel marzo del 2006 è stato apprezzato dal pubblico e alla Hyundai lavoreranno per riportare numerose soluzioni su quella che sarà la i40 definitiva.

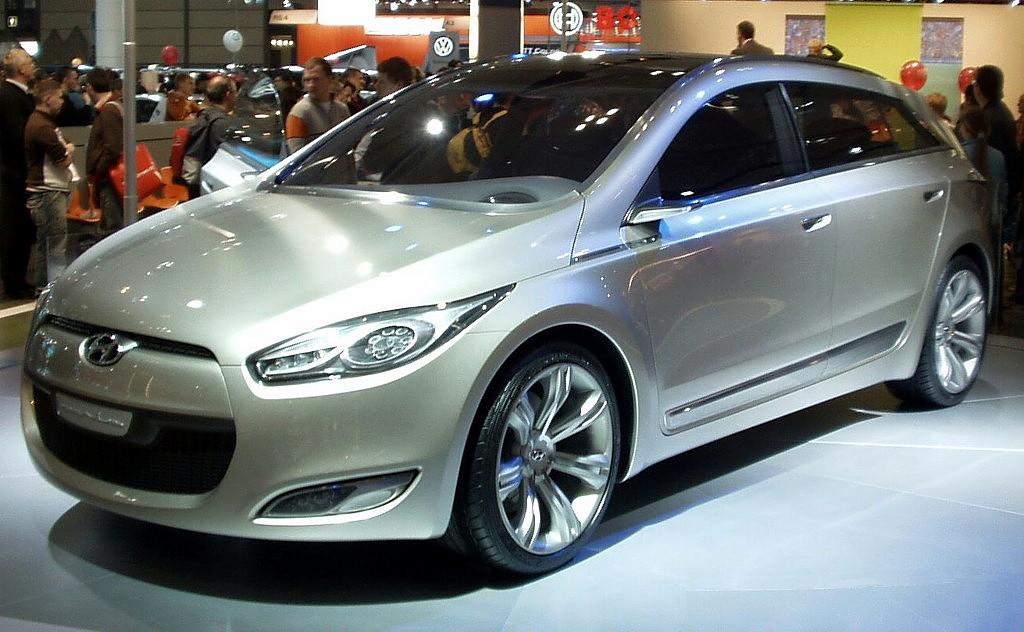
Il prototipo Hyundai HED-2 Genus

Dopo la Genus il progetto VF subisce dei ritardi e viene posto in secondo piano; la Hyundai infatti decide di privilegiare i modelli più compatti come la i10, la i20 e la i30 tutte lanciate a cavallo tra il 2007 e il 2008 e che andranno a rappresentare il cuore della gamma europea e quindi posticipa la i40. Solo nel 2010 la casa propone un secondo prototipo che anticipa in maniera più concreta la futura grande berlina: la HED-7 i-Flow concept. La i-Flow è stata disegnata anch'essa in Europa e propone una carrozzeria berlina tre volumi dal design sportivo. La caratteristica principale della i-Flow sono i materiali utilizzati per la carrozzeria particolarmente leggeri e sviluppati insieme alla BASF inoltre sono presenti i pannelli solari sul tetto. Lunga 4,78 metri larga 1,850 e alta 1,420 metri il motore è un 1.7 CRDI con doppio turbocompressore abbinato ad un motore elettrico e a degli accumulatori agli ioni di litio che permettono un consumo di 3 litri per 100 km ed emissioni di anidride carbonica pari a 85 g/km.
Dopo la i-Flow nel dicembre del 2010 viene ufficialmente annunciata la i40, il modello viene svelato in anteprima sul web tramite la pubblicazione delle immagini ufficiali; in particolare la casa presta maggior attenzione al modello station wagon la cui presentazione alla stampa avverrà ufficialmente al salone di Ginevra nel marzo del 2011. La versione berlina invece viene presentata successivamente al Salone dell'automobile di Barcellona nel maggio dello stesso anno. La i40 così va a sostituire in Europa definitivamente il modello Sonata e completa la gamma del costruttore coreano.
Nonostante la vettura sia stata disegnata e progettata in Europa, la produzione del modello viene affidata allo stabilimento di Ulsan in Corea del Sud; la i40 inoltre eredita il pianale e numerosi organi meccanici dalla sesta generazione di Hyundai Sonata (YF) che non sarà più importata in Europa. La i40 tuttavia non è un modello globale venduto in tutto il mondo ma il suo mercato principale è quello europeo, la vettura però viene venduta anche in alcuni paesi asiatici come la stessa Corea del Sud e in Australia accanto al modello Sonata: in questi casi però per differenziare le due vetture la casa propone la i40 a prezzi più bassi e una dotazioni di accessori meno ricca rispetto alla Sonata (che possiede dimensioni leggermente maggiori rispetto alla i40).

## Il design
Il design della Hyundai i40 è opera di Thomas Bürkle, direttore del centro stile europeo di Hyundai, e segue il corso stilistico Fluidic Sculpture già adottato da numerosi modelli del marchio. Le linee della vettura rispetto alla vecchia Sonata sono più scolpite e movimentate, in particolare la carrozzeria è stata disegnata per essere particolarmente aerodinamica (infatti la versione berlina possiede un coefficiente di resistenza aerodinamica pari a 0,28 mentre la wagon di 0,29). Un elemento caratteristico nel frontale è la grande calandra esagonale che si raccorda alla mascherina che incorpora il marchio Hyundai tra un baffo cromato e i grandi fari anteriori che presentano la classica onda di diodi LED che rendono più slanciata e sinuosa la zona anteriore. Nella parte bassa del paraurti sono state ricavate delle sporgenze stile minigonne che rendono l'aspetto più sportivo mentre i fendinebbia possiedono una forma a “boomerang”. La versione berlina è disponibile anche con un paraurti anteriore leggermente differente che presenta una mascherina superiore composta dal marchio Hyundai posto fra tre baffi cromati e una calandra inferiore (sempre di forma esagonale) leggermente più larga.

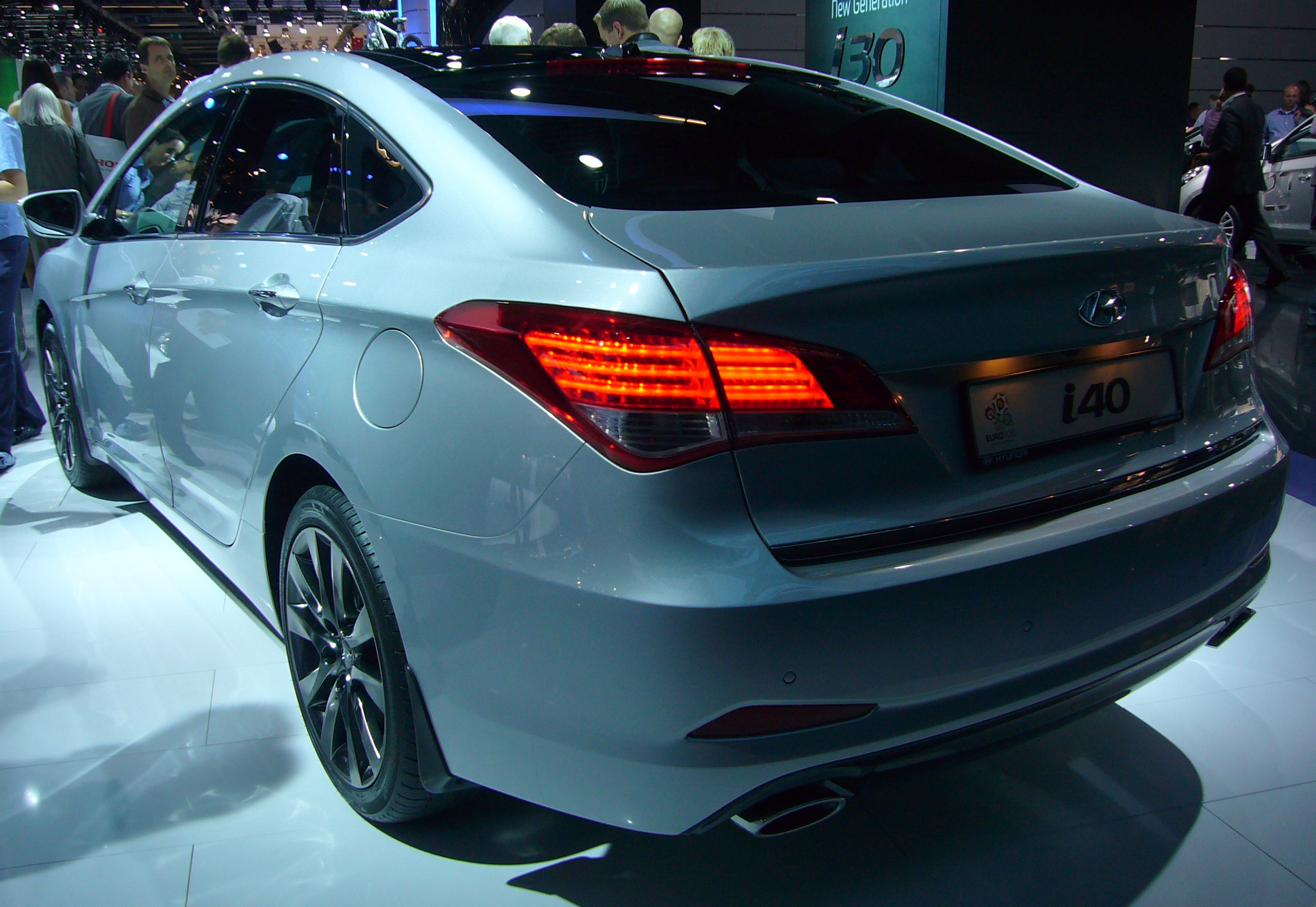
La i40 in versione berlina

La fiancata viene caratterizzata da due profonde nervature, quella superiore che si estende dai passaruota anteriori fino a raccordarsi con i fanali posteriori, la nervatura inferiore si estende lungo la parte bassa delle portiere. Gli specchietti retrovisori integrano gli indicatori laterali di direzione a LED, la vetratura laterale è particolarmente sottile soprattutto nella zona posteriore, la versione wagon in particolare possiede il montante posteriore direttamente ispirato dal prototipo Hyundai HED-2 Gensus con il terzo finestrino che avvolge il lunotto. Le barre sul tetto della versione wagon sono particolarmente basse per non rovinare l'aerodinamica e l'impatto estetico della vettura.
La coda invece presenta nella versione berlina il cofano del baule stilizzato in modo da formare uno spoiler, i grandi fanali sono a LED, e il lunotto molto basso si raccorda al baule in modo da dare slancio alla carrozzeria tanto da darle le forme più di una coupé che di una berlina tradizionale. Nella versione wagon i fanali sono collegati tra loro da una fascia cromata ch intercorre lungo tutto il cofano del bagagliaio. Sempre nella versione wagon la soglia di carico possiede un'altezza da terra di 592 mm. Il 10 dicembre 2014 viene presentato un restyling che riguarda sia la berlina sia la wagon (delle quali la prima non è importata in Italia) riguardante il frontale (lo stesso della versione restyling della i30 ), un nuovo cambio robotizzato a doppia frizione a 7 marce abbinato al 1.7 turbodiesel da 141 CV omologato Euro 6, ammortizzatori a controllo elettronico, nuovi abbaglianti e il sistema che riconosce i limite di velocità li riproduce al centro del cruscotto per ricordarli al guidatore. Questa nuova versione arriva nelle concessionarie ad aprile 2015.
L'abitacolo è configurato per trasportare cinque persone, il bagagliaio possiede un volume minimo di 505 litri nella versione berlina, mentre la versione wagon possiede un volume minimo di 557 litri che salgono a 1.723 litri con il divano posteriore reclinato. Lo stile della plancia riprende quello degli esterni, con una console centrale a forma di “farfalla”: al centro è presente lo schermo del sistema multimediale composto dall'autoradio oppure dal navigatore satellitare con schermo touch screen da 7'’ proposto tra gli optional, agli estremi sono presenti le bocchette d'aerazione del climatizzatore. I comandi del climatizzatore (automatico o manuale a seconda delle versioni) sono posti proprio al di sotto dello schermo multimediale. Nella parte più bassa è presente un vano che ospita l'accendisigari e le prese USB, iPod ed Aux. Il volante multifunzione con comandi dell'autoradio proposti di serie è disponibile anche in pelle e sui modelli di punta è riscaldabile fino alla temperatura di 38°. Inoltre tra gli accessori è disponibile l'avviamento a pulsante con sistema Smart Key. Il freno di stazionamento è elettrico con pulsante tra i due sedili anteriori. La plancia possiede rifiniture in color alluminio abbinate ad inserti scuri lucidi (denominati Piano Black); le plastiche utilizzate per la plancia sono di qualità maggiore rispetto alla precedente Sonata e sono morbide al tatto. Per i passeggeri posteriori sono disponibili i due diffusori supplementari del climatizzatore. La strumentazione a “binocolo” presenta uno schermo LCD centrale che riporta le informazioni del computer di bordo ed è di serie il sistema Supervision Cluster che permette di autoregolare la luminosità e il colore della retroilluminazione. Il navigatore satellitare integra anche la telecamera posteriore di parcheggio e tra gli optional è disponibile anche il sistema di parcheggio automatico. Il tetto panoramico apribile (optional) è in grado di filtrare il 99% dei raggi UV.

## La dinamica
La i40 è lunga 4,74 metri con carrozzeria berlina e 4,77 metri nella versione wagon; è stata realizzata utilizzando come piattaforma di base la medesima dal modello Sonata sesta serie (codice YF) e ripresa da alti modelli del gruppo come l'ultima generazione di Hyundai Santa Fe e Kia Optima. La struttura realizzata in acciaio possiede sospensioni anteriori di tipo MacPherson a ruote indipendenti, bracci trasversali con montante telescopico e barra stabilizzatrice mentre al retrotreno viene adottata una più raffinata sospensione Multilink cinque bracci con barra stabilizzatrice. Il passo misura 2,770 metri, la trazione è anteriore per tutti i modelli. L'impianto frenante è composto da quattro dischi con gli anteriori autoventilati, ammortizzatori idraulici.
La scocca della carrozzeria viene realizzata utilizzando acciai ad alta resistenza stampati a caldo a deformazione programmata che durante un impatto si deformano a stadi creando una gabbia che protegge l'abitacolo. La i40 inoltre dispongono fino a nove airbag (due frontali, quattro laterali per il torace anteriori e posteriori, due laterali a tendina uno per le ginocchia del guidatore) e poggiatesta anteriori attivi anti colpo di frusta mentre tra i dispositivi tecnologici figurano il sistema anti bloccaggio delle ruote motrici (ABS) con ripartitore elettronico di frenata di emergenza, controllo elettronico della stabilità ESP e della trazione, il dispositivo che corregge la traiettoria evitando di fuoriuscire dalle linee di carreggiata (LKAS), sistema BAS che valuta le condizioni della strada e distribuisce il peso del veicolo, controllo delle partenze in salita, i fari adattabili in curva e quelli allo xeno auto-regolabili.
La i40 (nella versione wagon) viene sottoposta anche ai crash test dell'EuroNCAP nell'agosto 2011 ottenendo il massimo punteggio di 5 stelle: in particolare il modello ha totalizzato una protezione per gli adulti pari al 92%, protezione bambini dell'86% e investimento pedoni pari al 43% mentre la dotazione di sicurezza è stata valutata con l'86%.

## Versioni e allestimenti

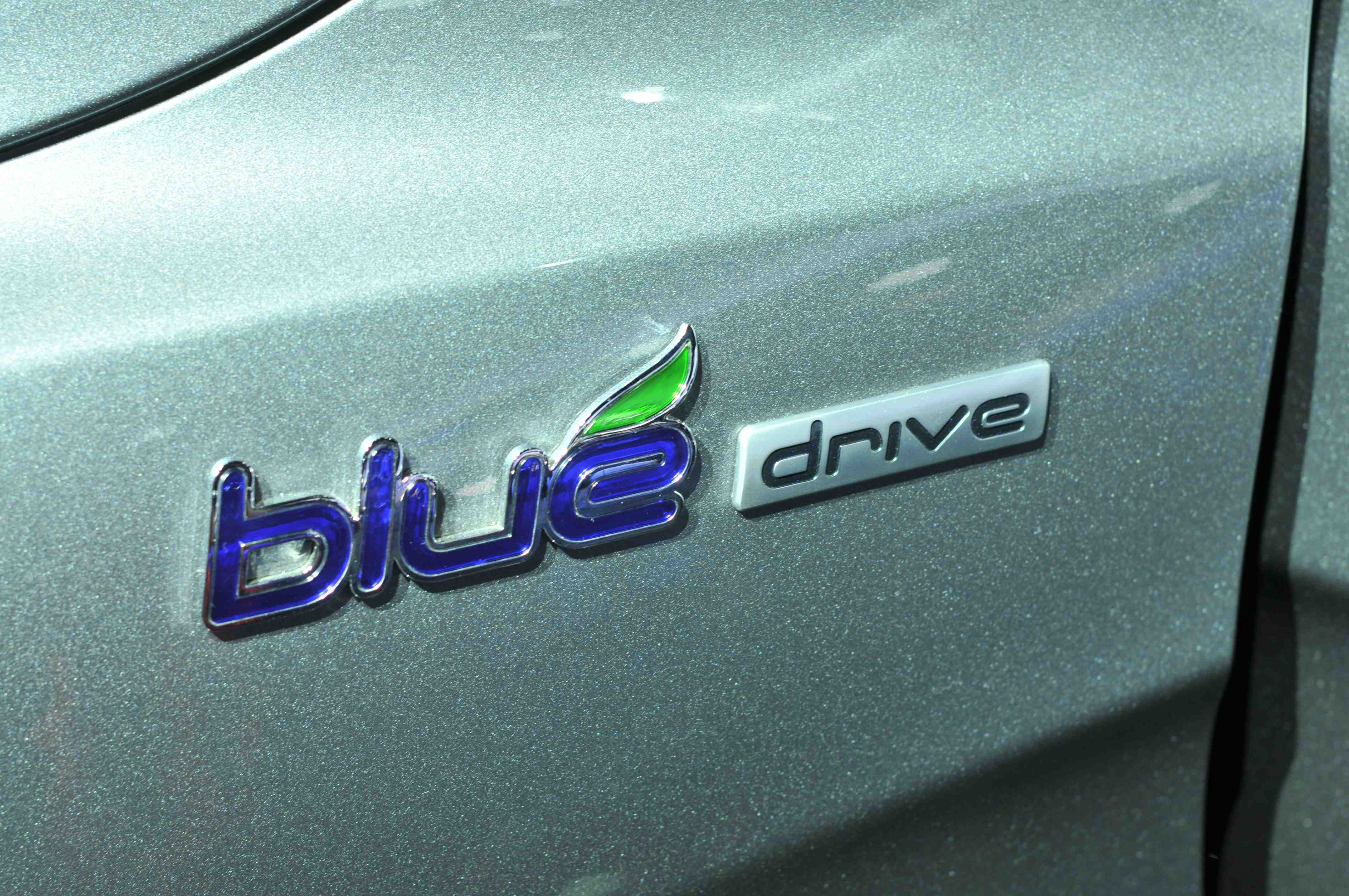
Il logo BlueDrive applicato sulla fiancata

La Hyundai i40 possiede una gamma composta da tre allestimenti: il modello base denominato Classic, l'intermedia Comfort e il modello di punta Style. La versione Classic viene proposta con le motorizzazioni 1.6 GDI benzina e 1.7 CRDI a gasolio da 115 cavalli, propone di serie una dotazione già ricca composta da nove airbag (frontali, laterali anteriori e posteriori, tendina e per le ginocchia del guidatore), antifurto, poggiatesta anteriori attivi, cerchi in lega da 16'’ con kit di gonfiaggio, ABS con controllo di stabilità ESP, controllo trazione, assistenza alle partenze in salita, sistema di gestione della stabilità e segnalatore frenate di emergenza, fendinebbia, luci anteriori e posteriori a LED, maniglie e specchietti in tinta carrozzeria, retrovisori regolabili e riscaldabili elettricamente, vetri elettrici anteriori e posteriori, clima manuale, attacchi isofix, sistema Supervision Cluster, freno di stazionamento elettrico, sensore crepuscolare, autoradio con sei altoparlanti e comandi al volante.
La Comfort (disponibile con le motorizzazioni 2.0 GDI benzina da e 1.7 CRDI diesel sia da 115 che da 136 cavalli) aggiunge i cerchi in lega da 17'’ con il ruotino di scorta, retrovisori ripiegabili elettricamente, maniglie delle portiere cromate, clima automatico bizona, cruise control, comandi al volante del cambio automatico sequenziale (se disponibile), rete ferma bagagli, sedile guida regolabile elettricamente, sensore pioggia, sensori di parcheggio anteriori e posteriori e sistema anti-appannamento del parabrezza, volante e pomello del cambio in pelle e bluetooth con comandi vocali e cavetto per connettere i dispositivi Apple iPod e iPhone.
La versione di punta Style è disponibile con i motori 2.0 GDI benzina e il 1.7 CRDI da 135 cavalli. Possiede la stessa dotazione base del modello Comfort con l'aggiunta dei cerchi in lega da 18'’, fari allo xenon, avviamento a pulsante, vetri posteriori oscurati, sistema Supervision Cluster Grafico, subwoofer e navigatore satellitare con schermo touchscreen da 7'’ e retrocamera di parcheggio.
Tra gli optional la Hyundai offre per la i40 la vernice metallizzata o micalizzata e il tetto panoramico oltre ad alcuni pacchetti di accessori come l’Advanced, il BlueDrive, il Leather e l’Exclusive che aggiungono alcuni dispositivi non presenti di serie.

## Motorizzazioni
La gamma motori della i40 si compone di due propulsori benzina e un diesel proposti in vari livelli di potenza. La gamma benzina è formata dal piccolo 1.6 Gamma a iniezione diretta di benzina GDI e fasatura variabile CVVT, sedici valvole con blocco e testata in alluminio e doppio albero a camme in testa erogante 135 cavalli a 6.300 giri al minuto. La coppia massima disponibile è di 165 Nm a 4.850 giri al minuto e le prestazioni dichiarate dalla casa sono velocità massima di 197 km/h per la berlina e di 195 km/h per la wagon, scatto 0–100 km/h in 11,4 secondi per la berlina e in 11,6 per la wagon e consumi nel ciclo misto di 15,6 km/l con 149 g/km di anidride carbonica emessa per entrambe le carrozzerie. Il 1.6 GDI è omologato Euro 5 ed è abbinato ad un cambio manuale a sei rapporti.
Accanto al 1.6 GDI è disponibile il più grande motore 2.0 Nu sempre con distribuzione sedici valvole, blocco e testata in alluminio, doppio albero a camme in testa, fasatura variabile, iniezione diretta GDI e omologazione Euro 5. Eroga la potenza di 178 cavalli sotto il cofano della i40 berlina e 177 cavalli nella versione wagon. La coppia massima è di 214 Nm a 4.700 giri al minuto (che scendono a 213 Nm per la versione meno potente). Abbinato ad una trasmissione manuale a sei rapporti oppure automatica sempre a sei rapporti le prestazioni dichiarate dalla casa sono una velocità di punta pari a 213 km/h per la berlina e di 210 km/h per la wagon, 9,5 secondi (9,7 la wagon) per lo scatto da 0 a 100 km/h, 13,9 km/l di consumo medio nel ciclo misto (dato omologato per entrambe le versioni) e 169 grammi di anidride carbonica emessa per km. Con il cambio automatico le prestazioni e i consumi peggiorano sensibilmente.
La gamma diesel si compone del nuovo propulsore 1.7 CRDI facente parte della famiglia motoristica U2; trattasi di un'evoluzione del precedente 1.6 CRDI che equipaggia modelli come la i30 e i20 a cui è stata incrementata la cilindrata e di conseguenza si sono ottenuti valori di potenza e coppia maggiori lasciando invariate le emissioni. Il 1.7 CRDI è omologato Euro 5 sfrutta un doppio albero a camme in testa, blocco in ghisa e testata in alluminio, l'iniezione è diretta common rail ed è presente il filtro antiparticolato di serie. Viene proposto nello step da 115 cavalli meno potente e nella versione da 136 cavalli più potente. Il 115 cavalli dispone di 260 Nm di coppia massima a 1.250 giri al minuto, le prestazioni dichiarate sono una velocità massima di 192 km/h per la berlina e di 190 km/h per la wagon, scatto 0–100 km/h in 12,9 secondi per entrambe le carrozzerie, consumo medio dichiarato di 21,7 km/l ed emissioni pari a 122 g/km di CO2. Il 1.7 da 115 cavalli è abbinato ad un cambio manuale a sei rapporti inoltre la casa propone a pagamento il pacchetto BlueDrive ISG che aggiunge il dispositivo Start & Stop che permette di ridurre ulteriormente i consumi e le emissioni fino a 23,3 km/l e 113 g/km di CO2.
La versione da 136 cavalli eroga una coppia massima di 330 Nm a 2.000 giri al minuto ed è abbinata al cambio manuale a sei rapporti, la versione con cambio automatico sequenziale invece possiede una coppia ridotta a 320 Nm erogati sempre a 2.000 giri al minuto. Le prestazioni dichiarate dalla casa sono una velocità di punta pari a 201 km/h per la berlina e di 200 km/h per la wagon, scatto 0–100 km/h in 10,6 secondi per entrambe, consumo medio di 19,6 km/l ed emissioni pari a 134 g/km di anidride carbonica per entrambi i modelli. Col cambio automatico i consumi e le prestazioni in generale peggiorano sensibilmente.
| Modello                            | Disponibilità | Motore                       | Cilindrata | Potenza         | Coppia massima          | Emissioni CO2 (g/km) | 0–100 km/h (secondi) | Velocità max (km/h) | Consumo medio (km/l) |
| ---------------------------------- | ------------- | ---------------------------- | ---------- | --------------- | ----------------------- | -------------------- | -------------------- | ------------------- | -------------------- |
| 1.6 GDI 16V berlina                | dal debutto   | 4 cilindri in linea, Benzina | 1.591 cm³  | 99 kW (135 CV)  | 165 N·m @4.850 giri/min | 149                  | 11,4                 | 197                 | 15,6                 |
| 1.6 GDI 16V wagon                  | dal debutto   | 4 cilindri in linea, Benzina | 1.591 cm³  | 99 kW (135 CV)  | 165 N·m @4.850 giri/min | 149                  | 11,6                 | 195                 | 15,6                 |
| 2.0 GDI 16V berlina                | dal debutto   | 4 cilindri in linea, Benzina | 1.999 cm³  | 131 kW (178 CV) | 214 N·m @4.700 giri/min | 169                  | 9,5                  | 213                 | 13,9                 |
| 2.0 GDI 16V berlina auto           | dal debutto   | 4 cilindri in linea, Benzina | 1.999 cm³  | 131 kW (178 CV) | 214 N·m @4.700 giri/min | 179                  | 10,8                 | 211                 | 13,0                 |
| 2.0 GDI 16V wagon                  | dal debutto   | 4 cilindri in linea, Benzina | 1.999 cm³  | 130 kW (177 CV) | 213 N·m @4.700 giri/min | 169                  | 9,7                  | 212                 | 13,9                 |
| 2.0 GDI 16V wagon auto             | dal debutto   | 4 cilindri in linea, Benzina | 1.999 cm³  | 130 kW (177 CV) | 213 N·m @4.700 giri/min | 179                  | 10,8                 | 208                 | 13,0                 |
| 1.7 CRDI 115 berlina               | dal debutto   | 4 cilindri in linea, Diesel  | 1.685 cm³  | 85 kW (115 CV)  | 260 N·m @1.250 giri/min | 122                  | 12,9                 | 192                 | 21,7                 |
| 1.7 CRDI 115 berlina BlueDrive ISG | dal debutto   | 4 cilindri in linea, Diesel  | 1.685 cm³  | 85 kW (115 CV)  | 260 N·m @1.250 giri/min | 113                  | 12,9                 | 192                 | 23,3                 |
| 1.7 CRDI 115 wagon                 | dal debutto   | 4 cilindri in linea, Diesel  | 1.685 cm³  | 85 kW (115 CV)  | 260 N·m @1.250 giri/min | 122                  | 12,9                 | 190                 | 21,7                 |
| 1.7 CRDI 115 wagon BlueDrive ISG   | dal debutto   | 4 cilindri in linea, Diesel  | 1.685 cm³  | 85 kW (115 CV)  | 260 N·m @1.250 giri/min | 113                  | 12,9                 | 190                 | 23,3                 |
| 1.7 CRDI 136 berlina               | dal debutto   | 4 cilindri in linea, Diesel  | 1.685 cm³  | 100 kW (136 CV) | 330 N·m @2.000 giri/min | 134                  | 10,6                 | 201                 | 19,6                 |
| 1.7 CRDI 136 berlina auto          | dal debutto   | 4 cilindri in linea, Diesel  | 1.685 cm³  | 100 kW (136 CV) | 320 N·m @2.000 giri/min | 159                  | 12,0                 | 197                 | 16,7                 |
| 1.7 CRDI 136 wagon                 | dal debutto   | 4 cilindri in linea, Diesel  | 1.685 cm³  | 100 kW (136 CV) | 330 N·m @2.000 giri/min | 134                  | 10,6                 | 200                 | 19,6                 |
| 1.7 CRDI 136 wagon auto            | dal debutto   | 4 cilindri in linea, Diesel  | 1.685 cm³  | 100 kW (136 CV) | 320 N·m @2.000 giri/min | 159                  | 12,0                 | 190                 | 16,7                 |